# Guy Suarès
Pour les articles homonymes, voir Suarès.
Guy Suarès (né le 25 août 1932 à Paris et mort le 15 février 1996 à Suresnes,,,), est un acteur, metteur en scène, directeur de théâtre et critique français.

## Biographie
Né à Paris en 1932, il crée sa propre compagnie en 1954, et dirige le théâtre Franklin en 1956. 
Il dirige la Comédie de Loire à Tours entre 1962 et 1971, à la demande d'André Malraux à qui il consacre deux ouvrages.
Il était responsable du bureau des projets et du comité de lecture de France Culture, et a travaillé pour l'ORTF en tant que collaborateur littéraire.

## Mise en scène[7]
- 1954 : Yerma de Federico García Lorca
- 1957 : Hedda Gabler : drame en 4 actes : comédie en 1 acte, Henrik Ibsen - Léon Deutsch
- 1957 : Le temps est un songe de Henri-René Lenormand
- 1958 : Lorsque cinq ans seront passés de Federico García Lorca, Théâtre Récamier
- 1962 : L'Échange (Claudel), Théâtre Héberto
- 1964 : On ne badine pas avec l’amour (de A. de Musset), Comédie de la Loire
- 1964 : L’Echange (de Paul Claudel), Comédie de la Loire
- 1965 : Miguel Manara (de O.V. de L. Milosz), Comédie de la Loire
- 1967 : Le repoussoir (de Rafael Alberti), Comédie de la Loire
- 1967 : Les Chaises (de Ionesco), Comédie de la Loire
- 1968 : Liberté, Liberté (de Flavio Rangel et Millor Fernandes, adapt. Guy Suarès), Comédie de la Loire
- 1968 : Chant funèbre pour Ignacio Sánchez Mejías de Federico García Lorca, décors et costumes de Jacques Voyet, Comédie de la Loire
- 1969 : Le barbier de Séville (de Beaumarchais), Comédie de la Loire
- 1979 : Splendeur et mort de Joaquin Murieta de Pablo Neruda (adaptation)

## Ouvrages
- 1979 : La Mémoire oubliée: récit
- 1981 : Résidence sur la terre, Pablo Neruda, Julio Cortázar, Guy Suarès
- 1986 : Vladimir Jankélévitch, Guy Suarès, Vladimir Jankélévitch, La Manufacture, 1986